# Distant Early Warning Line

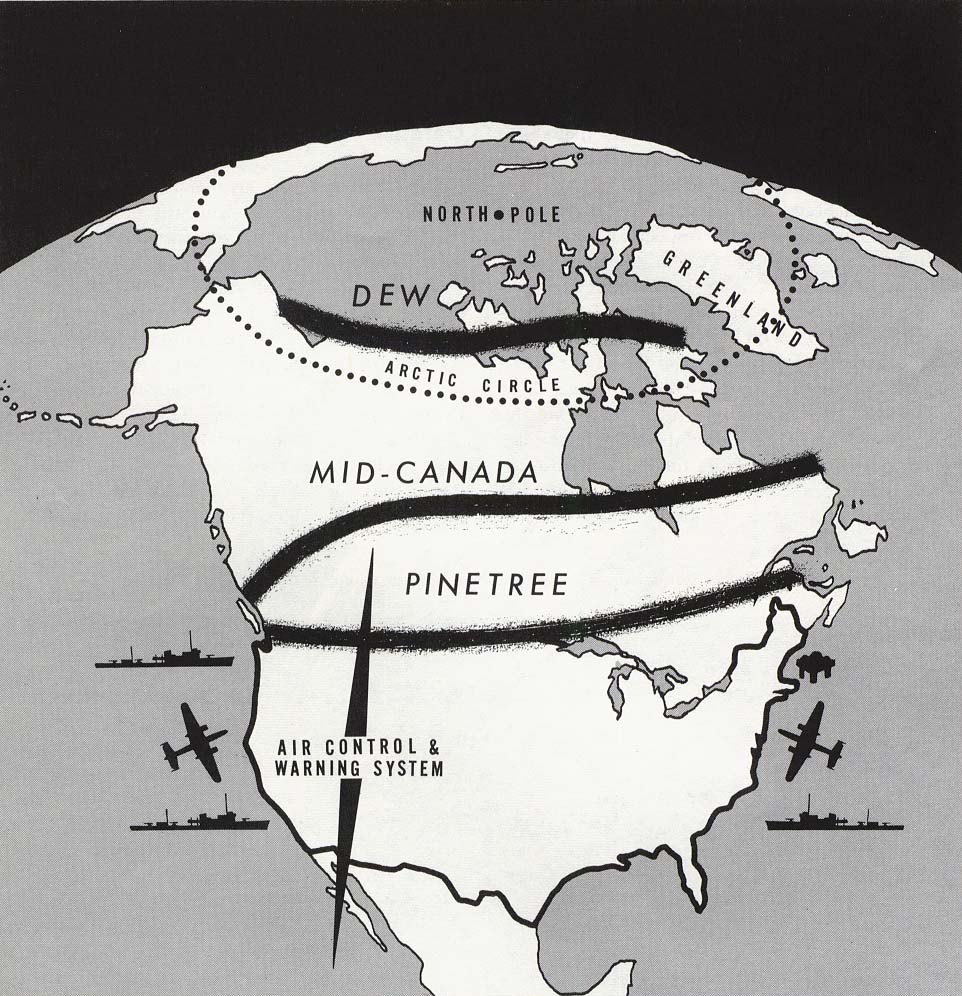
Przybliżona mapa trzech linii radarów: Distant Early Warning (DEW) Line, Mid-Canada Line, i Pinetree Line

Distant Early Warning Line (znana też jako DEW Line i Early Warning Line) – seria stacji radarowych rozmieszczonych na dalekiej północy kanadyjskiej Arktyki z dodatkowymi stacjami ulokowanymi na Aleutach, Grenlandii, Wyspach Owczych i Islandii.
Sieć stacji rozpoczęła działalność w 1957 w czasie zimnej wojny, jej głównym celem było wczesne wykrywanie ataków powietrznych, morskich i lądowych ze strony ZSRR.
Spośród trzech głównych sieci radarów powstałych w Kanadzie w czasie zimnej wojny DEW Line przewyższała dwie pozostałe (Pinetree Line, Mid-Canada Line) technologią użytych radarów, dużym obszarem wykrywania i zdolnością bardzo wczesnego ostrzegania.

## Początki

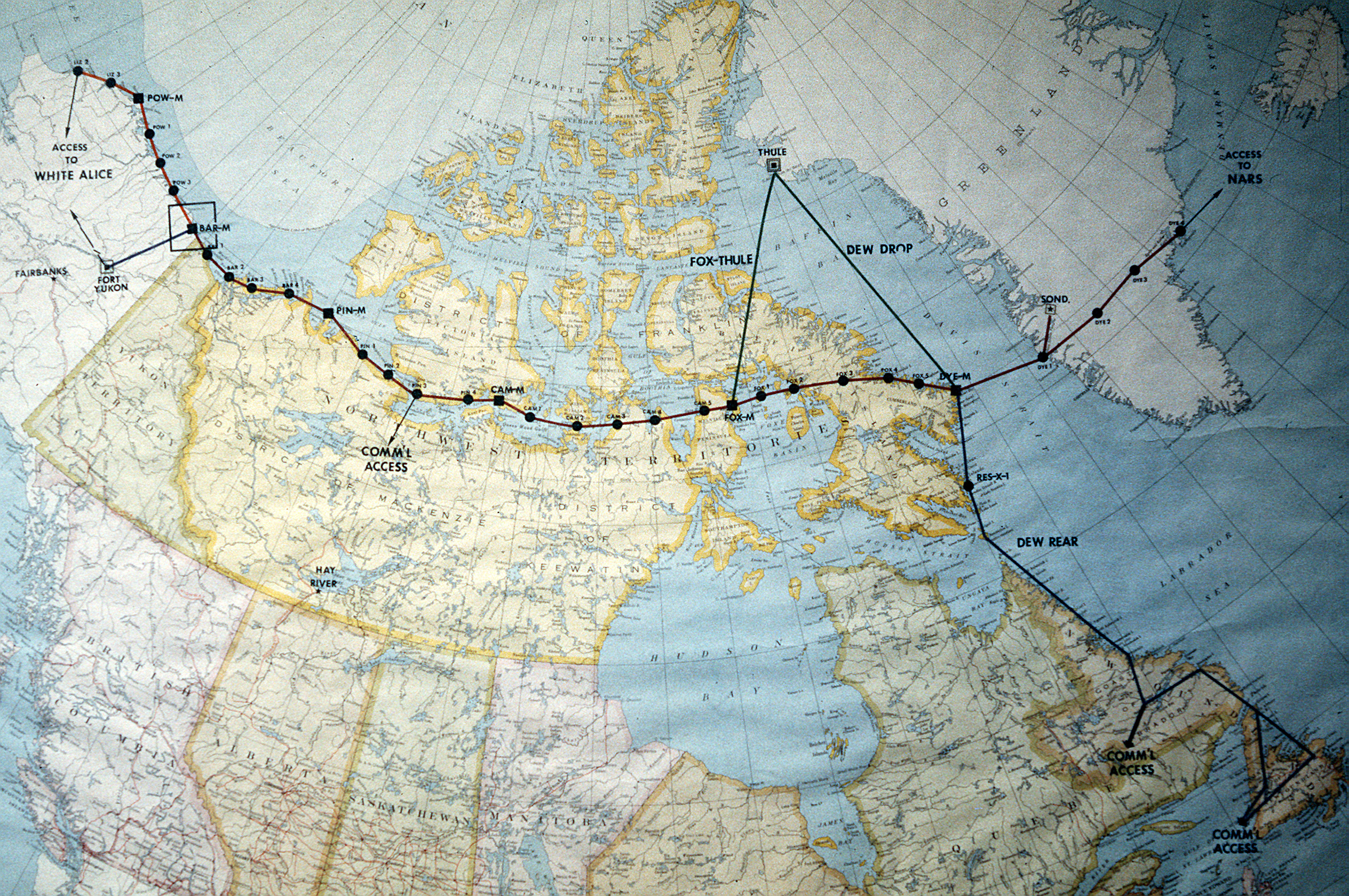
Mapa Distant Early Warning Line z zaznaczonymi głównymi stacjami

Postępy radzieckiej techniki wojskowej sprawiły, że wcześniej zainstalowane sieci radarów, Pinetree Line i Mid-Canada Line, nie były w stanie odpowiednio wcześnie wykryć zagrożenia i ostrzec dowództwo o zbliżającym się ataku nieprzyjaciela. 15 lutego 1954 rządy Kanady i Stanów Zjednoczonych zgodziły się wspólnie zbudować trzecią linię radarów, umiejscowioną w Arktyce, w przybliżeniu około 69 równoleżnika północnego, 200–300 km na północ od koła podbiegunowego. Stany Zjednoczone zgodziły się sfinansować i wybudować sieć radarów, wykorzystując przy tym w jak najszerszym zakresie kanadyjskich pracowników. Wszystkie obiekty były dzierżawione przez USA, dopiero ok. 1990 przeszły w ręce Kanadyjczyków. Większość stacji radarowych była zarządzana wspólnie przez Royal Canadian Air Force (Królewskie Kanadyjskie Siły Lotnicze) i United States Air Force (Siły Powietrzne Stanów Zjednoczonych). Personel znajdował się w głównych stacjach każdej sekcji, natomiast mniejsze stacje były bezobsługowe, a przeglądów i napraw w nich dokonywano co kilka miesięcy.
Przy realizacji projektu pracowało ponad 25 000 osób. Linia składała się z 63 stacji rozciągających się od Alaski do Ziemi Baffina, pokrywając teren ponad 10 000 km. Rozmieszczenie radarów zostało opracowane na podstawie badań Johna Anderson-Thomsona. Projekt został ukończony w 1957. 
DEW Line znacząco przyczyniła się do utworzenia rok później North American Aerospace Defense Command (Dowództwo Obrony Północnoamerykańskiej Przestrzeni Powietrznej i Kosmicznej) – wspólnego centrum obrony przeciwlotniczej Kanady i USA.

## Działanie

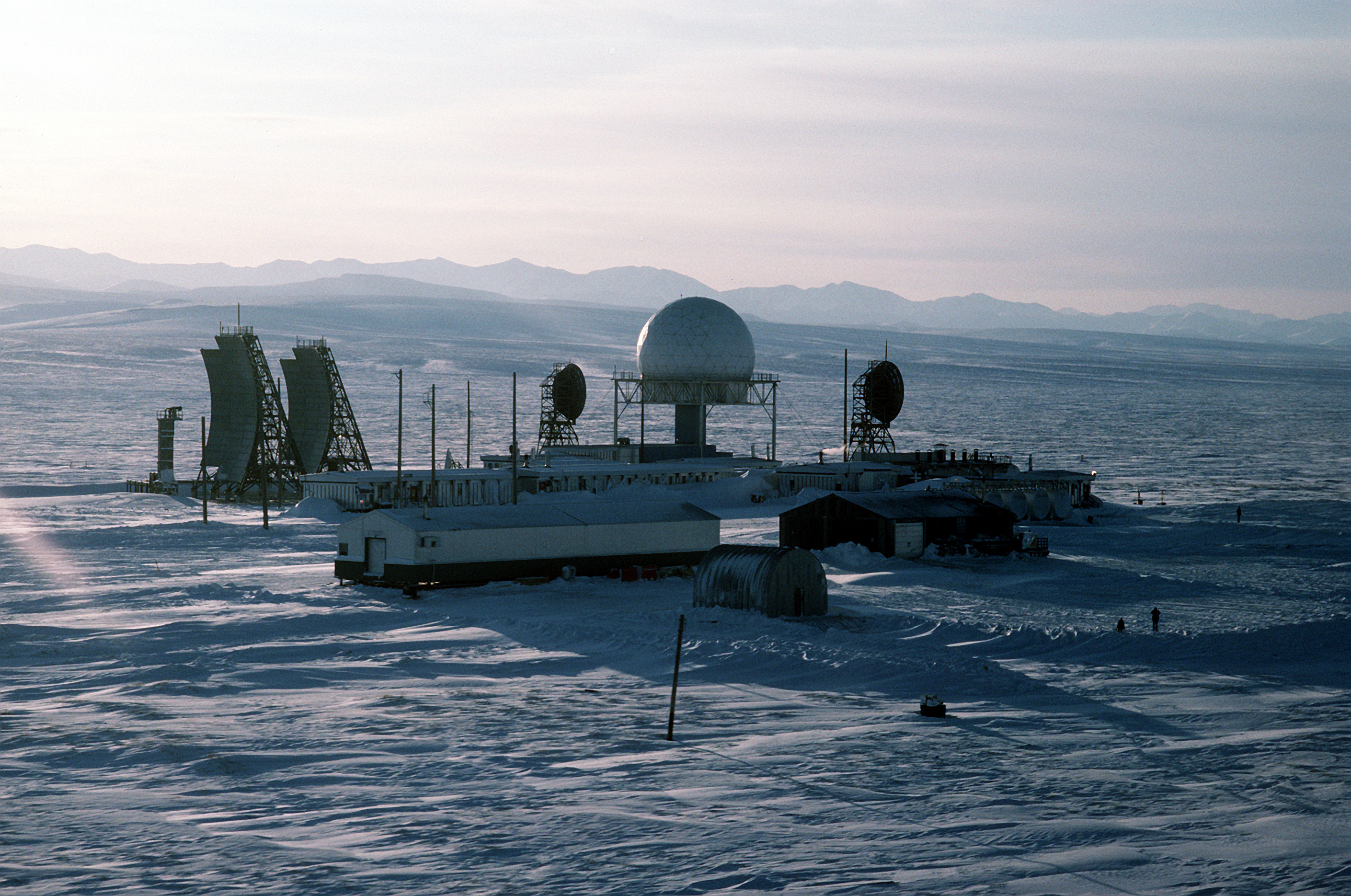
Stacja DEW line w Point Lay, Alaska, USA

Istniały trzy typy stacji: małe bezzałogowe "wypełniacze luk", ekipy techniczne sprawdzały i naprawiały urządzenia jedynie podczas miesięcy letnich; stacje średniej wielkości, w których stacjonowali tylko kierownik, mechanik i kucharz, oraz duże stacje, ze zmienną liczbą załogi i lepszą infrastrukturą (np. biblioteką). Stacje używały wielu radarów o dalekim zasięgu znanych jako An/FPS-19. Luki między głównymi stacjami były pokrywane przez radary dopplerowskie An/FPS-23, podobne do tych, które zastosowano kilka lat wcześniej przy Mid-Canada Line. Stacje były wzajemnie skomunikowane drogą radiową z wykorzystaniem technologii troposperic scatter (rozpraszania troposferycznego).
Linia była bezużyteczna przeciwko Intercontinental Ballistic Missiles (rakietowym pociskom balistycznym międzykontynentalnego zasięgu) oraz rakietom wystrzeliwanym z okrętów podwodnych. Zagrożenia te były jednak minimalizowane przez doktrynę tzw. Mutual Assured Destruction (wzajemnego gwarantowanego zniszczenia). Linia radarów chroniła natomiast przed innym realnym zagrożeniem, którym była skoordynowana inwazja lotnicza połączona z uderzeniem nuklearnym – radary odpowiednio wcześnie wykrywały zbliżające się zagrożenie i dawały czas na reakcję obronną. Wiele stacji średniej wielkości zostało wycofanych z eksploatacji ze względu na niższą sprawność, niż zakładano. Większe stacje zostały utrzymane, aby wykrywać potencjalną inwazję ZSRR i bronić suwerenności północnych terenów Kanady (prawo międzynarodowe stanowi, że kraj, który rości sobie prawo do ziemi, musi ją aktywnie zajmować i jej bronić).
W 1985 zdecydowano, że lepiej funkcjonujące stacje DEW zostaną wyposażone w nowoczesne systemy radarowe GE AN/FPS 117 i połączone z nowo powstałymi stacjami tworząc North Warning System. Wzrosła automatyzacja stacji, a wiele zbędnych zostało zamkniętych. Modernizacja zakończyła się w 1990 i zbiegła się z końcem zimnej wojny i rozpadem Związku Radzieckiego. Amerykanie wycofali cały personel ze stacji na terenie Kanady, które zostały zajęte przez personel kanadyjski. Od tego czasu obsługiwali i finansowali oni wyłącznie stacje na Alasce i Grenlandii.

## Dezaktywacja
Po zakończeniu zimnej wojny toczył się spór między Stanami Zjednoczonymi a Kanadą o to, kto ma dokonać demontażu zbędnych stacji. Stacje produkowały duże ilości niebezpiecznych odpadów, w szczególności PCB. Rząd USA wskazywał, że odpowiedzialność spoczywa na Kanadzie, czemu rząd Kanady zdecydowanie zaprzeczał, dowodząc duży udział Stanów w tworzeniu i utrzymywaniu stacji. Ostatecznie w 1996 podpisano porozumienie, zgodnie z którym USA wyłożą 100 mln dolarów z całej sumy oszacowanej na 600 mln dolarów.

## Bariery pacyficzna i atlantycka

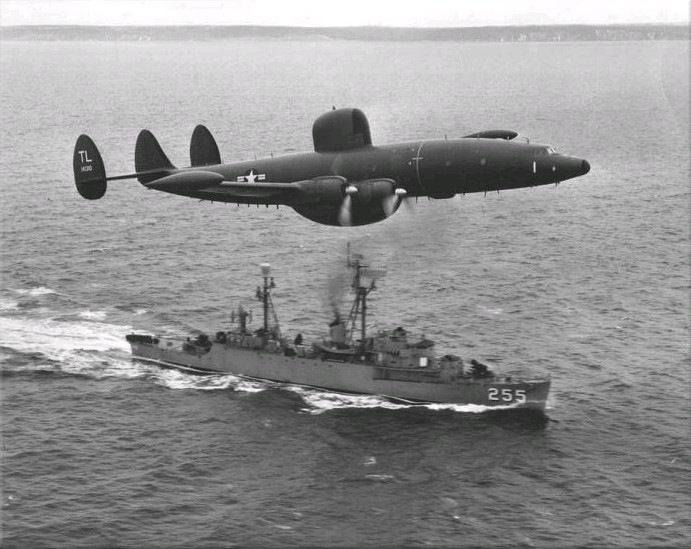
Elementy BarLant: samolot WV-2 i niszczyciel eskortowy USS "Sellstrom" (DER-255), Nowa Fundlandia, 1957

Linia DEW była wspomagana przez dwie "bariery" na oceanie Atlantyckim i oceanie Spokojnym pod dowództwem United States Navy (Marynarki Wojennej Stanów Zjednoczonych) w latach 1956–1965. Ruchoma stacja składała się z okrętu z systemem radarów typu Texas Towers, wspomaganego przez niszczyciel eskortowy oraz samolot wczesnego ostrzegania Lockheed WV-2 Warning Star patrolujący niebo na wysokości 1–2 km.

### Bariera atlantycka
Bariera atlantycka (BarLant) składała się z dwóch dywizjonów. Podczas gdy jeden z nich, zlokalizowany w Naval Station Argentia (Nowa Fundlandia i Labrador, Kanada), odbywał loty patrolowe do archipelagu Azorów, drugi stacjonował i trenował w bazie lotniczej Naval Air Station Patuxent River. BarLant rozpoczęła działalność 1 lipca 1956 i odbywała regularne loty patrolowe aż do 1965 roku, kiedy to bariera została przesunięta na północ pomiędzy Grenlandię, Islandię a Wielką Brytanię (tzw. GIUK barrier). Główną bazą lotniczą tej bariery stała się Naval Air Station Keflavik w Islandii.

### Bariera pacyficzna
Bariera pacyficzna (BarPac) zaczęła działać 1 lipca 1958. Główną bazą lotniczą była baza NAS Barbers Point na Hawajach, a wspomagającą Naval Station Midway na wyspach Midway, gdzie dokonywano uzupełniania zapasów paliwa. Obszar samolotów patrolowych częściowo pokrywał się z pracą statków patrolujących z Escort Squadron Seven. BarPac rozciągała się od wysp Midway do wyspy Kodiak na Alasce. Objęcie kontrolą radarową całego obszaru wymagało 4–5 samolotów Wv-Warning Star. Bariera zakończyła działalność w sierpniu 1965 roku.